# Panicum bartowense
Panicum bartowense är en gräsart som beskrevs av Frank Lamson Scribner och Elmer Drew Merrill. Panicum bartowense ingår i släktet vipphirser, och familjen gräs. Inga underarter finns listade i Catalogue of Life.